# Cabezas Altas
Cabezas Altas es una localidad española del municipio abulense de Navatejares, en la comunidad autónoma de Castilla y León.

## Historia
Hacia mediados del siglo XIX, la localidad, perteneciente ya por entonces al término municipal de Navatejares, era mencionada como un barrio y tenía 22 casas. Aparece descrita en el quinto volumen del Diccionario geográfico-estadístico-histórico de España y sus posesiones de Ultramar de Pascual Madoz de la siguiente manera:

CABEZAS ALTAS: l. en la prov. y dióc. de Avila (15 leg.), part. jud. del Barco de Avila (1), ayunt. y felig. de Navatejares (1/2): sit. en la cima de una cord. que viene del valle de Plasencia, y se une á las sierras de Gredos, le combaten los vientos y su clima frío es propenso á hidropesias: tiene 22 casas sin forma regular de calles ni plaza, 14 encerraderos de ganado, y una fuente de escelente agua: Las circunstancias de su pobl., localidad y riqueza están comprendidas en su ayunt. (V.)
(Madoz, 1846, p. 30)

En 2021 la localidad tenía 13 habitantes censados.